# Juliana Morell
Juliana Morell (16 février 1594 – 26 juin 1653) était une religieuse de l'ordre dominicain et la première femme à recevoir un diplôme de doctorat en droit.

## Biographie
Juliana Morella est née à Barcelone et perdit sa mère très jeune ; elle reçut sa première éducation par les sœurs dominicaines à Barcelone. À l'âge de quatre ans, elle commença à étudier le latin, le grec et l'hébreu à domicile avec des enseignants compétents. Alors qu'elle n'a pas encore sept ans, elle écrivit une lettre en latin à son père, qui était loin. 
Accusé d'avoir participé à un meurtre, le père s'enfuit à Lyon avec sa fille, alors âgée de huit ans. À Lyon Juliana poursuivit ses études, en consacrant neuf heures par jour à la rhétorique, la dialectique, l'éthique et la musique. À l'âge de douze ans, elle défendit en public ses thèses summa cum laude sur l'éthique et la dialectique. Ensuite, elle se mit à la physique, la métaphysique et au droit canonique et civil. Son père, qui s'était entre-temps installé à Avignon, voulait que sa fille obtînt un doctorat en droit. Cela fut fait en 1608, quand elle a publiquement soutenu sa thèse au palais des papes du vice-légat, devant un auditoire distingué, parmi lequel se trouvait la princesse de Condé. 
Juliana Morell fut la première femme à obtenir un diplôme universitaire. La première femme à obtenir un doctorat dans l'ère moderne a été Stefania Wolicka, de l'Université de Zurich en 1875.
Indifférente à la richesse et à une offre avantageuse de mariage, elle entra au cours de la même année au couvent de Sainte-Praxède à Avignon. En 1609, elle reçut l'habit de l'ordre, et le 20 juin 1610 prononça ses vœux. À trois reprises, elle a été nommée prieure. Ses deux dernières années, elle souffrit beaucoup physiquement et l'agonie qui mena à sa mort durant cinq jours. 
Dans un poème élogieux Lope de Vega parle d'elle « comme la quatrième des Grâces et la dixième Muse » et dit « qu'elle était un ange qui a publiquement enseigné toutes les sciences depuis les chaires d'enseignement et dans les écoles ».

## Œuvres
Elle a laissé un certain nombre de textes religieux : 
- une traduction de la "Vita Spiritualis" de Vincent Ferrier, avec commentaires et notes sur les différents chapitres (Lyon, 1617; Paris, 1619) ;
- Les "Exercices spirituels" sur l'éternité (1637) ;
- Traduction française de la Règle de Saint Augustin, avec l'ajout de diverses explications et observations pour les besoins de l'instruction (Avignon, 1680) ;
- L'histoire de la réforme du couvent de Saint Praxedis, avec les vies de quelques sœurs pieuses, dans le manuscrit ;
- Des poèmes en latin et en français, certains imprimés et certains à l'état de manuscrit.